# Micki e Maude
Micki e Maude (Micki & Maude) è un film del 1984 diretto da Blake Edwards.

## Trama
Rob Salinger è un reporter televisivo sovraccarico di lavoro. È felicemente sposato con Micki, un'avvocatessa che si candida a diventare un giudice. L'uomo vorrebbe tanto avere un figlio, ma Micki rinvia continuamente la decisione per non perdere le opportunità di carriera che le si parano davanti. Durante un incarico, Rob intervista la giovane musicista Maude Guillory, si innamora di lei e tra i due inizia una relazione. Quando lei rimane incinta Rob, confuso, le chiede di sposarlo. Maude e suo padre, il wrestler professionista Barkhas Guillory, iniziano a pianificare il matrimonio.
Rob si prepara ad affrontare la parte difficile: confessare a Micki l'accaduto e ottenere il divorzio. Ma prima che possa rivelare la sua relazione con Maude, Micki lo sorprende annunciando di essere anche lei incinta. Inizia così la vita da bigamo di Rob, continuamente diviso tra le due donne con la complicità del suo capo Leo: con una moglie durante il giorno e l'altra di notte, il lavoro diventa la scusa per le continue assenze. Il destino, però, porta a galla tutto: Micki e Maude vanno al travaglio nello stesso momento, nello stesso ospedale, sullo stesso piano.
Emersa la verità, le due donne finiscono col diventare amiche. Entrambe però sono indignate della disonestà di Rob, e pertanto gli vietano di rientrare nelle loro vite e di vedere bambini. L'uomo passa quindi i mesi successivi a seguire in incognito le donne, spiandole solo per vedere i propri figli a distanza. Alla fine Rob si riconcilia sia con Micki che con Maude, anche se non si chiarisce a quale livello di consapevolezza reciproca. Le due donne proseguono nelle loro carriere: Micki come giudice in un'aula di tribunale, Maude al violoncello in un'orchestra sinfonica. Il film si chiude con Rob in un parco anni dopo, con due bambini e gli altri sei figli avuti nel corso degli anni sia da Micki che da Maude.

## Riconoscimenti
- 1985 - Golden Globe
  - Miglior attore in un film commedia o musicale (Dudley Moore)